# Norman Lovett
Norman Lovett (* 31. října 1946 Windsor, Anglie) je britský herec a komik. Je známý rolí Hollyho ve sci-fi sitcomu Červený trpaslík během jeho první, druhé, sedmé, osmé a dvanácté řady a speciálu (1988–2020). V roce 1989 vytvořil pro BBC2 vlastní surrealistický sitcom I, Lovett. Dále účinkoval v mnoha televizních filmech a seriálech jako např. v adaptaci Dickensovy Vánoční koledy, v snímku The History of Tom Jones, a Foundling či sitcomu Keeping Up Appearances.
Je ženatý a má dvě dcery.